# Барбіон червонолобий
Барбіон червонолобий (Pogoniulus pusillus) — вид дятлоподібних птахів родини лібійних (Lybiidae).

## Поширення
Вид поширений в Африці. Ареал розірваний на дві частини. Номінальна форма трапляється ізольовано від інших підвидів на півдні Мозамбіку та сході ПАР. Інша територія поширення простягається від південно-східного Судану через Ефіопію та північ Сомалі до східної Уганди, Кенії та південно-східної Танзанії. Населяє сухі ліси та чагарники, ліси вздовж річок у посушливих регіонах, а також сади та оброблені землі.

## Опис
Дрібний птах, завдовжки 9-11 см, вагою близько 10 г. Він пухкий, з короткою шиєю, великою головою та коротким хвостом. Верхні частини тіла чорного кольору з жовто-білими прожилками. На крилає золотиста пляма. Голова має чорно-білий малюнок з червоною плямою на лобі. Нижня частина і боки лимонно-жовті.

## Спосіб життя
Трапляється поодинці або парами. Їжу шукає на корі дерев та вздовж гілок кущів. Поїдає комах і фрукти. Гніздиться у дуплах. Відкладає 2-3 яйця. Інкубація триває 12 днів. Через 23 дні після вилуплення пташенята вилітають з гнізда.